# Светски дан породице
Светски дан породице (енгл. Global Family Day) је годишња прослава коју је одредила Генерална скупштина Уједињених нација. Обележава се сваког 1. јануара у Сједињеним Америчким Државама као глобални дан мира и дељења. 

## Историјат
Светски дан породице је настао из прославе Миленијума Уједињених нација „Један дан у миру”. Први пут је обележен 2000. године у избегличком кампу Наблусу. Касније исте године, Конгрес Сједињених Америчких Држава једногласно је донео одлуку да први дан у новој години буде дан посвећен миру и несебичности. Наредне године Уједињене нације су се придружиле овој иницијативи и предложиле својим чланицама да 1. јануар славе као Светски дан породице.
Први пут је обележен у Сједињеним Америчким Државама од стране Линде Гровер. Са циљем промовисања Светског дана породице објављене су књига за децу One Day In Peace, 2000 1996. године, која је преведена на двадесет и два језика, и утопијски роман Tree Island.
Основни циљ обележава Светског дана породице је постизање једнакости између жена и мушкараца у оквиру породице, дељење кућних обавеза и дужности, заштита породице као основне јединице друштва и помоћ при испуњавању одговорности према заједници.